# Vanessa Zambotti
Vanessa Martina Zambotti Barreto, née le 4 mars 1982 à Parral (Chihuahua), est une judokate mexicaine. qui a participé aux jeux olympiques de 2004, 2008, 2012 et 2016 dans la catégorie poids lourd (+78 kg).
Elle rend hommage à Adriana Ángeles Lozada qui a été la première Mexicaine à entrer dans l'histoire de ce sport à Sydney en 2000.

## Palmarès international en judo
| Jeux panaméricains         | Jeux panaméricains | Jeux panaméricains |
| Année                      | Médaille           | Catégorie          |
| -------------------------- | ------------------ | ------------------ |
| 2007                       | or                 | +78 kg             |
| 2011                       | bronze             | +78 kg             |
| 2015                       | argent             | +78 kg             |
| Championnats panaméricains |                    |                    |
| Année                      | Médaille           | Catégorie          |
| 2001                       | bronze             | +78 kg             |
| 2001                       | bronze             | Ouverte            |
| 2002                       | argent             | +78 kg             |
| 2002                       | bronze             | Abierta            |
| 2003                       | or                 | +78 kg             |
| 2004                       | bronze             | +78 kg             |
| 2005                       | argent             | +78 kg             |
| 2005                       | bronze             | Ouverte            |
| 2007                       | bronze             | +78 kg             |
| 2008                       | bronze             | +78 kg             |
| 2009                       | argent             | Ouverte            |
| 2009                       | bronze             | +78 kg             |
| 2010                       | argent             | +78 kg             |
| 2010                       | argent             | Ouverte            |
| 2011                       | argent             | +78 kg             |
| 2012                       | bronze             | +78 kg             |
| 2015                       | bronze             | +78 kg             |